# Свети Атанасий (Никодин)
„Света Атанасий“ (на македонска литературна норма: „Света Атанасиј“) е православна възрожденска църква в прилепското село Никодин, Република Македония. Църквата е под управлението на Преспанско-Пелагонийската епархия на Македонската православна църква.
Църквата е гравният храм населото и е разположена на селския площад. Издигната е в 1935 година върху основите на по-стара църква. Изписана е в 1943 година. Представлява еднокорабна сграда, полукръгло засведена, с полукръгла апсида на източната страна, която отвън е разчупена с четири слепи ниши.